# Ataxia hovorei
Ataxia hovorei là một loài bọ cánh cứng trong họ Cerambycidae.